# کائودیپتریکس
کائودیپتریکس (نام علمی: Caudipteryx)، یک دایناسور ددپای گوشت‌خوار مربوط به دوره کرتاسه پیشین می‌باشد. این دایناسور در ۱‍۳۰ تا ۱۲۰ میلیون سال پیش می‌زیسته که حدود ‍۱ متر طول داشت‌است. سنگوارهٔ دم‌بال در رسوبات یک دریاچه قدیمی در استان لیااونینگ چین کشف شده‌است و در سال ۱۹۹۸ به وسیله جیانگ جی نام‌گذاری شد. گونه خاص این جنس کائودیپتریکس زوئی نام دارد. به احتمال زیاد کاودیپتریکس ازاجداد پرندگان بوده‌است.